# Adiantum scalare
Adiantum scalare är en kantbräkenväxtart som beskrevs av Tryon. Adiantum scalare ingår i släktet Adiantum och familjen Pteridaceae. Inga underarter finns listade.